# Cornelia van Lalaing

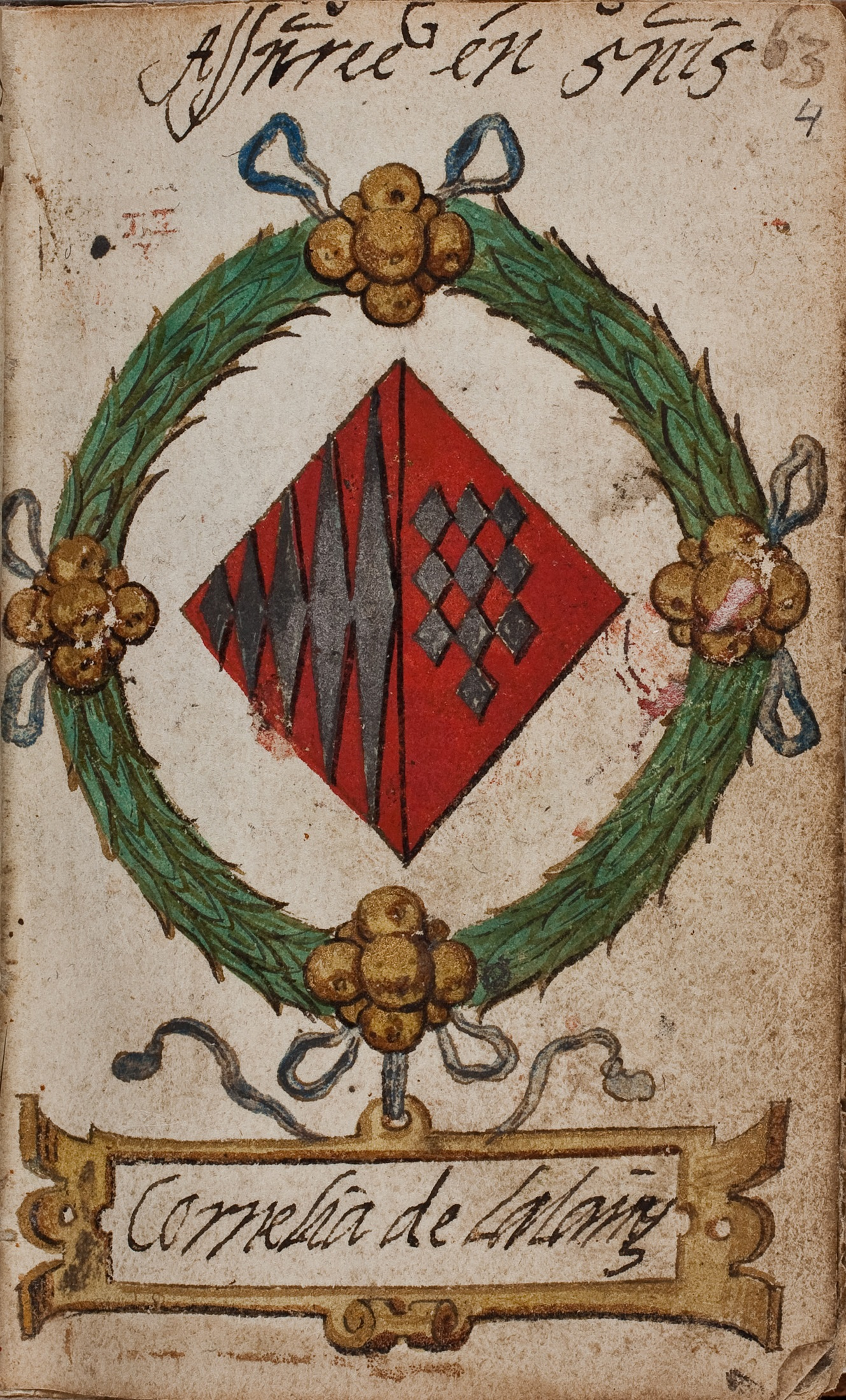
Albuminscriptie van Cornelia van Lalaing (ca. 1578) in het album amicorum van Leonardus Hartmann. Den Haag, Koninklijke Bibliotheek.

Cornelia van Lalaing (ca. 1545 - 15 november 1610), was een Nederlandse edelvrouw, die beroemd werd voor de vermeende rol die zij zou hebben gespeeld in het zogenaamde 'Verraad van Rennenberg' in de periode 1579-1580 tijdens de Tachtigjarige Oorlog.

## Levensloop
Cornelia werd geboren als zesde kind van Filips van Lalaing, graaf van Hoogstraten, (1510-1555) en Anna van Rennenberg (1510-1583). Ze was op 28 december 1576 te Mechelen met Willem van Hamal, baron van Monceau (1551-1582), getrouwd. Uit dit huwelijk zouden drie zoons (Willem en Filips), waarvan een jong overleed, en één dochter (Emerentiana) worden geboren.
Zij was de zus van George van Lalaing, graaf van Rennenberg, stadhouder van Friesland, Groningen en Overijssel namens de partij van de Nederlandse Opstand. Haar familie was weliswaar katholiek, maar steunde aanvankelijk het protestantse Huis Oranje-Nassau. Hun neven, Emanuel Filibert van Lalaing en Filips van Lalaing, hadden zich echter opgeworpen als leiders van de zogenaamde Malcontenten, die in de jaren 1577-1578 het kamp van Filips II van Spanje hadden gekozen. In 1579 was haar broer het enige lid van de familie dat nog steeds trouw was aan Willem de Zwijger, de Prins van Oranje, en zijn plotselinge en onverwachte overstap naar het kamp van de katholieken trok veel aandacht en werd bekend als het "Verraad van Rennenberg". Cornelia van Lalaing bezocht haar broer in 1579 en zou hem naar verluidt hebben overtuigd van kant te wisselen. De geschiedenis heeft hier veel aandacht aan geschonken, maar er is maar weinig echt bewijs te vinden dat ze inderdaad de oorzaak van de verandering van loyaliteit van haar broer was. De enige bron voor haar bezoek is het werk, getiteld Memorien vanden gedenckwerdigen dingen, dier in den Nederlandischen Provincien van Frieslant, Overijssel, Omlanden, Drenthe, Grueningen, ende Lingen, met heuren bijliggenden frontieren, geschiet syn (Deventer, 1584) van een zekere Reinico Fresinga van Franeker, vermoedelijk een pseudoniem voor Johan van den Kornput (een krijgsman in dienst van en aanhanger van de Staatsen), die naar eigen zeggen meermaals letterlijk tussen Cornelia en haar broer zou hebben gestaan (Reinico Fresinga, p. 159). Maar er zijn meerdere aanwijzingen dat George van Lalaing zelf al aan het onderhandelen was over een overstap naar het kamp van de Malcontenten. Volgens Fresinga zou Cornelia hem echter op velerlei wijzen hebben onder druk gezet en zou hij acht dagen voor zijn overlijden (23 juli 1581) haar verwijten hebben gemaakt en hebben geweigerd haar nog te zien (Reinico Fresinga, p. 388).
Cornelia zou aanvankelijk in het noorden blijven, hoogstwaarschijnlijk in Groningen. Haar echtgenoot was in april 1582 in dienst getreden als krijgsman en luitenant van Francisco Verdugo, die George van Lalaing was opgevolgd als stadhouder van Friesland, Groningen, Drenthe, Lingen en Overijssel in Spaanse dienst. Toen hij kort daarop bij Steenwijk overleed (toen Willem IV van den Bergh deze stad kortelings wist te heroveren voor de Staatse zaak), was Cornelia in verwachting van haar jongste zoon, Filips, die in januari 1583, vermoedelijk in Groningen, werd geboren.
Nadien duikt haar naam slechts nog tweemaal op in documenten, met name in 1593 en 1607. Cornelia van Lalaing zou na haar overleden zijn bijgezet in de Onze-Lieve-Vrouwekerk in Dendermonde.